# Hoyt Yeatman
Hoyt Yeatman (né le 23 janvier 1955) est un réalisateur et spécialiste des effets spéciaux américain.

## Biographie
Hoyt Yeatman, né à San Francisco, fait ses débuts dans la profession en tant qu'assistant sur le film Rencontre du troisième type.
Il a travaillé avec Jerry Bruckheimer sur de nombreux films, dont Armageddon, Con Air, et The Rock. Il a fait ses débuts de réalisateur dans Mission-G. Il a remporté en 1990 l'Oscar des effets spéciaux pour son travail dans le film The Abyss de James Cameron,.

## Filmographie
- 1985 : D.A.R.Y.L. (effets spéciaux)
- 1986 : Short Circuit (effets spéciaux)
- 1989 : The Abyss (effets spéciaux)
- 1996 : The Rock (effets spéciaux)
- 1997 : Les Ailes de l'enfer (Con Air)
- 1998 : Armageddon (effets spéciaux)
- 1999 : Mon ami Joe (Mighty Joe Young)
- 2000 : Mission to Mars (supervision effets spéciaux)
- 2009 : Mission-G (réalisateur)

## Distinctions
- 1988 : Nomination aux British Academy Film Award des meilleurs effets visuels pour La Mouche
- 1990 : Oscar des meilleurs effets visuels pour The Abyss (en collaboration avec Dennis Muren, John Bruno, et Dennis Skotak)
- 1990 : Nomination pour les meilleurs effets spéciaux à la 16e cérémonie des Saturn Awards pour Moonwalker
- 1999 : Nomination pour l'Oscar des effets spéciaux pour Mon ami Joe (Mighty Joe Young)[3]